# Unconformity
Unconformity é um filme de 2022 dirigido por Jonathan DiMaio. Teve um lançamento digital pela Indie Rights nos Estados Unidos em 30 de junho de 2022.

## Sinopse
Uma estudante de pós-graduação em geologia (Alex) perde uma oportunidade única de pesquisa geológica e, após ser desafiada por seu orientador, ela decide ir sozinha para o deserto de Nevada.

## Elenco
- Alex Oliver - Alex
- Jeremy Holm - Everett
- Eddie Martinez - Jason Lowrie
- Rachel Pate - Dr. Edwina Beatty
- Jack Mulhern - Nick
- Drew Gehling - Dr. Petro Stein
- Ben Baur - Gary

## Recepção
No site agregador de críticas Rotten Tomatoes, 100% das 9 resenhas dos críticos são positivas, com uma classificação média de 6,8/10. Em sua crítica no Film Threat, Alan Ng avaliou o filme com uma nota 8 de 10, dizendo "admiro a história do cineasta DiMaio e seus sentimentos introspectivos sobre a arte de viver".